# Зоря (Нікопольський район)
Зоря — село в Україні, у Мирівській сільській громаді Нікопольського району Дніпропетровської області. Населення — 1107 осіб. До 2015 року орган місцевого самоврядування — Зорянська сільська рада.

## Географія
Село Зоря розташоване за 107 км від обласного центру та 30 км від районного центру, на лівому березі річки Томаківка. Сусідні населені пункти: Марганець (3 км), село Настасівка (4,5 км). Через село пролягають автошлях національного значення Н23 (Кропивницький — Запоріжжя) та залізнична лінія Апостолове — Запоріжжя, на якій розташований пасажирський зупинний пункт Платформа 125 км (за 1,5 км)

## Історія
Селище Зоря засноване у 1933 році, перебувало у складі Томаківського району.
4 листопада 2015 року, в ході децентралізації, Зорянська сільська рада об'єднана з Мирівською селищною громадою Томаківського району.
19 липня 2020 року, в результаті адміністративно-територіальної реформи та ліквідації Томаківського району, село увійшло до складу новоутвореного Нікопольського району.
21 квітня 2025 року селище Зоря віднесено до категорії сіл.

## Населення

### Мова
Розподіл населення за рідною мовою за даними перепису 2001 року:
| Мова              | Кількість осіб | Відсоток |
| ----------------- | -------------- | -------- |
| українська        | 991            | 89,52 %  |
| російська         | 113            | 10,21 %  |
| румунська         | 1              | 0,09 %   |
| інші / не вказали | 2              | 0,18 %   |
| Всього:           | 1107           | 100 %    |

## Економіка
- ТОВ «Марганецька птахофабрика».

## Об'єкти соціальної сфери
- Школа.
- Дитячий дошкільний заклад.
- Амбулаторія.
- Будинок культури.

## Пам'ятка
- Заповідне урочище Балка Крутенька (за 2,5 км на схід від селища).